# Роза (заказник)
Роза — ботанічний заказник місцевого значення. Об'єкт розташований на території Устинівського району Кіровоградської області, поблизу с. Лебедине.
Площа — 28,5 га, статус отриманий у 1998 році.